# Rockin' in the Free World
Rockin' in the Free World è un brano di Neil Young pubblicato come singolo il 14 novembre 1989 estratto dall'album Freedom.
Sono state registrate due versioni che occupano i due lati del singolo, una prevalentemente acustica ed una elettrica, sulla falsariga di Hey Hey, My My (Into the Black) presente sull'album Rust Never Sleeps.
Una cover d'autore ben riuscita ad opera dei Simple Minds è contenuta nello studio album Graffiti Soul del 2009.

## Tracce

### Lato A
- Rockin' in the Free World - 3:38

### Lato B
- Rockin' in the Free World - 4:40